# Lou Andreas-Salomé
Lou Andreas-Salomé (nascuda Luiza Gustàvovna Salomé, en rus Луиза Густавовна Саломе) (Sant Petersburg, 12 de febrer de 1861 - Göttingen, Baixa Saxònia, Alemanya, 5 de febrer de 1937) fou una escriptora, intel·lectual i psicoanalista russa amb inclinacions liberals.

## Biografia
Era filla de Gustav Salomé, jueu francès que arribà a general de l'exèrcit rus. És una de les fundadores de la teoria del psicoanàlisi i una de les deixebles més properes a Sigmund Freud.Trobà Freud per primera vegada el 1911 en ocasió del Tercer Congrés Internacional de Psicoanàlisi, a Weimar. Fou una de les poques dones acceptades en el Cercle Psicoanalític de Viena i a partir de l'any 1915 començà a exercir com a psicoanalista a la ciutat alemanya de Gotinga.
Ella mateixa escriurà: "La meva vida esperava el naixement de la psicoanàlisi des que vaig deixar la infantesa". Quan és admesa als cercles psicoanalítics, esdevindrà molt propera a Rank i a Ferenczi, i es farà amiga íntima d'Anna, l'única filla de Freud que seguirà la carrera psicoanalítica. Freud feu molt de cas a la seva perspectiva de la psiconàlisi, però no coincidí amb la seva visió del paper de la religió, en la qual ella considera la pèrdua de Déu en el domini de les energies vitals, mentre que el mestre la situa en el terreny de les il·lusions.

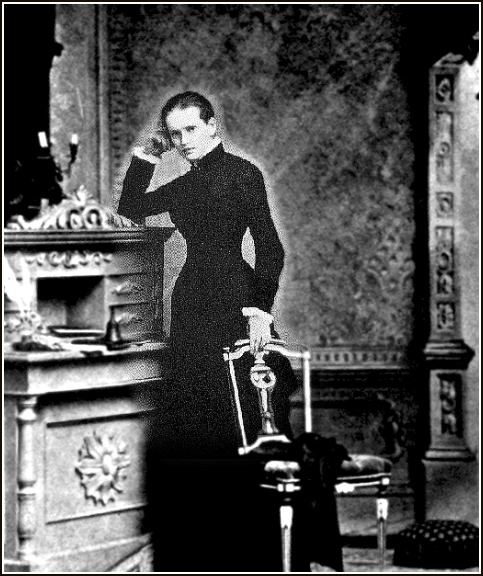
Lou als 20 anys, a Zúric, el 1882

Lou Andreas-Salomé, dona independent de caràcter inquiet i inconformista, visqué la seva vida amb una llibertat poc comuna per a les dones de la seva època. Trencà el paper que la societat i la família l'hi havien assignat, defensant la seva autonomia intel·lectual, sentimental i vital lluitant contra la restrictiva i masclista societat del seu temps.
La història l'ha retratat com una femme fatale, posseïdora d'una bellesa excepcional i d'un estil seductor que captivà més d'un dels principals intel·lectuals i artistes europeus de la seva època. El relat que ens ha arribat avui en dia del seu personatge se centra més en la seva "capacitat per a seduir" i en el seu paper de "musa" que no pas en la seva labor com a escriptora i com a pensadora.
Des del punt vista teòric, la seva preocupació principal fou el concepte i el desenvolupament del narcisisme. En aquest sentit, el seu treball fonamental fou El narcisisme com a doble direcció. Entre molts d'altres escrits, també destaca Anal i sexual.
L'any 1882 va conèixer en Friedrich Nietzsche, i ell li va proposar formar el "cercle d'esperits lliures", una "trinitat" d'ells dos i en Paul Rée. Nietzsche s'enamorà de Lou, de qui deia, malgrat el seu proverbial menyspreu de les dones, que era la seva "germana intel·lectual", i li proposà matrimoni dos cops. Dues propostes que ella rebutjà, malgrat que sembla que li havia fet creure en la reciprocitat del seu amor. Hi ha qui sosté que fou a causa del trencament amb Lou que Friedrich embogí definitivament, follia que l'acompanyarà fins a la mort el 1900.
Andreas-Salomé fou després la parella duradora i apassionada del poeta Rainer Maria Rilke. Va ser a petició d'ella que l'escriptor canvià el seu nom René pel de Rainer. Durant tres anys, fou la seva parella exclusiva (1897-1900). Després, però, fou la seva confident íntima fins a la mort d'ell, el 1926.
Amb motiu de la mort de Lou, Freud dirà: "Fou una personalitat que preferí romandre a l'ombra, d'una modèstia poc comuna". Ella, per la seva part, diu en les seves memòries: "A mesura que lamento la fi propera de la meva existència, m'és més senzill abraçar completament aquest estrany objecte que és la vida humana".
Lou mantingué tota la vida el cognom del seu marit, Friedrich Andreas, professor de lingüística a la Universitat de Göttingen amb el qual es casà el 1887.

## Obra
Lou Andreas-Salomé va ser una prolífica escriptora que va publicar varies novel·les, obres i assajos poc coneguts.
- Im Kampf um Gott, 1885.
- Henrik Ibsens Frau-Gestalten, 1892.
- Friedrich Nietzsche in seinen Werken Wien, 1894.
- Ruth, 1895, 1897.
- Fenitshcka. Eine Ausschweifung, 1898,1983.
- Menschenkinder, 1899.
- Aus fremder Seele, 1901.
- Ma, 1901.
- Im Zwischenland, 1902.
- Die Erotik, 1910.
- Drei Briefe an einen Knaben, 1917.
- Das Haus. Eine Familiengeschichte vom Ende des vorigen Jahrhunderts, 1919, 1921, 1927.
- Die Stunde ohne Gott und andere Kindergeschichten, 1921.
- Der Teufel und seine Grossmutter. Traumspiel, 1922.
- Rodinka. Eine russische Erinnerung, 1923.
- Rainer Maria Rilke. Buch des Gedenkens, 1928.
- Mein Dank an Freud: Offener Brief an Professor Freud zu seinem 75 Geburtstag, 1931.
- Lebensruckblick. Grundriss einiger Lebenserinnerungen, ed. E. Pfeiffer, 1951, 1968.
- Rainer Maria Rilke - Lou Andreas-Salomé. Briefwechsel, ed. E. Pfeiffer, 1952.
- In der Schule bei Freud, ed. E. Pfeiffer, 1958.
- Sigmund Freud - Lou Andreas-Salomé. Briefwechsel, ed. E. Pfeiffer, 1966.
- Friedrich Nietzsche, Paul Rée, Lou von Salomé: Die Dokumente ihrer Begegnung, ed. E. Pfeiffer, 1970.
- Jesus der Jude (1895)
- Eine Ausschweifung (1898)
- Vom frühen Gottesdienst (1913)
- Zum Typus Weib (1914)
- Anal und Sexual (1916)
- Narzißmus als Doppelrichtung (1921)